# 何秉孟
何秉孟（1944年—），汉族，中华人民共和国政治人物、第十一届全国政协委员。
加入中国共产党，担任中国社会科学院学部主席团原秘书长。2008年，当选第十一届全国政协委员，代表社会科学界，分入第三十二组。